# Palau Reial de Manacor
El Palau reial de Manacor és un edifici manat construir pel rei Jaume II de Mallorca l'any 1311 com a residència de lleure dels monarques. Posteriorment les seves dependències serviren de presó. L'any 1480 Ferran el Catòlic donà l'edifici al seu secretari Joan Ballester, i anys a venir fou dividit i venut a diversos particulars. Als anys 50 l'edifici es conservava íntegre, però la construcció d'una fàbrica de perles sobre el seu sòl en provocà la destrucció, tret de la Torre de l'homenatge, coneguda amb el nom de Torre del Palau, la qual encara es conserva. Actualment es troba en un pati interior d'un edifici d'habitatges i és propietat municipal des de l'any 1991.